# Блатч, Эндрэй
Эндрэй Блатч (англ. Andray BLatche; родился 22 августа 1986 года в Сиракьюз, штат Нью-Йорк) — американский бывший профессиональный баскетболист.

## Школа
Эндрэй Блатч окончил среднюю школу Хеннингер в Сиракузах. До неё он учился в школе Южного Кента в штате Коннектикут. Блатч декларировал намерение участвовать в драфте НБА 2005 года сразу после средней школы, где первоначально рассматривались перспективы выбора в первом раунде. Но он перешёл во второй раунд, где его под 49-м номером выбрали «Вашингтон Уизардс» .

## НБА
25 сентября 2005 Блатч был ранен в предпринятом ограблении автомашин и как результат пропустил тренировочные лагеря. Он успешно восстановился и дебютировал за «Уизардс» 11 ноября 2005 года. Набрав 5 очков Блатч помог Вашингтону победить Сиэтл Суперсоникс со счетом 113:97. Учитывая, что он не выступал за баскетбольные команды колледжа, «Уизардс» предоставляли Блатчу игровое время в сезоне 2005/2006 у себя в команде и «Роанок Даззл», их клубом в Д-Лиге.
В связи с травмами центровых Вашингтона Майкла Руффина и Этана Томаса играл на позиции пятого номера в сезоне 2006/2007.
17 Августа 2007 года «Уизардс» подписали с Блатчем многолетний контракт, условия которого не были раскрыты.
В течение сезона 2007/2008 его игровое время увеличивалось.
9 января 2010 года Блатч был оштрафован на 10000 долларов Вашингтоном за участия в выходке Гилберта Аренаса перед игрой 5 января 2010 года против клуба «Филадельфия Севенти Сиксерс». В отношение Аренаса проводилось расследование за инцидент с участием пистолетов в раздевалке «Уизардс», но сделано в свете обвинений, указывая пальцами на партнеров по команде, как будто он стрелял в них. Его партнеры фотографировались, улыбались и смеялись вместе с ним.
28 февраля 2010 года в игре против Нью-Джерси Нетс Блатч набрал рекордные для себя 36 очков, реализовав 17 бросков с игры из 31, что в итоге помогло победить «Уизардс» 89:85. Эндрэй продолжает быть игроком стартовой пятерки, и его статистика значительно улучшилась. Он является доминирующим игроком на подборах, и он показал, что может быть потенциальным снайпером.
4 апреля 2010 года Эндрэй Блатч в победном со счетом 109 на 99 для «Вашингтона» матче против «Нью-Джерси Нетс» был близок к трипл-даблу: он набрал 20 очков, отдал 13 передач и сделал 9 подборов за 44 минуты игрового времени.

## Личная жизнь
В воскресенье утром 25 сентября 2005 через три месяца, как его выбрали на драфте «Вашингтон Уизардс», Блатч был ранен во время ограбления автомашин, произошедшего возле его дома в Александрии, Виргиния. Пассажир сказал полиции, что Эндрэй Блатч был изгнан из автомобиля мужчинами, которые появились из фургона, и был ранен прежде, чем он мог полностью выйти. Мать Блатча, Оливер Анжела говорит, что он был ранен один раз в грудь, и пуля не задела каких-либо жизненно важных органов. Он был выписан из больницы два дня спустя. Как результат его раны он пропустил тренировочные лагеря «Уизардс», хотя мог ходить через три дня после стрельбы и один день после выписки из больницы. В дебютном сезоне он сыграл за «Уизардс» 29 матчей.

## Статистика

### Статистика в НБА
| Сезон                                                                                    | Команда   | Регулярный сезон | Регулярный сезон | Регулярный сезон | Регулярный сезон | Регулярный сезон | Регулярный сезон | Регулярный сезон | Регулярный сезон | Регулярный сезон | Регулярный сезон | Регулярный сезон | Серия плей-офф | Серия плей-офф | Серия плей-офф | Серия плей-офф | Серия плей-офф | Серия плей-офф | Серия плей-офф | Серия плей-офф | Серия плей-офф | Серия плей-офф | Серия плей-офф |
| Сезон                                                                                    | Команда   | GP               | GS               | MPG              | FG%              | 3P%              | FT%              | RPG              | APG              | SPG              | BPG              | PPG              | GP             | GS             | MPG            | FG%            | 3P%            | FT%            | RPG            | APG            | SPG            | BPG            | PPG            |
| ---------------------------------------------------------------------------------------- | --------- | ---------------- | ---------------- | ---------------- | ---------------- | ---------------- | ---------------- | ---------------- | ---------------- | ---------------- | ---------------- | ---------------- | -------------- | -------------- | -------------- | -------------- | -------------- | -------------- | -------------- | -------------- | -------------- | -------------- | -------------- |
| 2005/06                                                                                  | Вашингтон | 29               | 0                | 6,0              | 38,8             | 23,1             | 83,3             | 1,3              | 0,3              | 0,2              | 0,2              | 2,2              | Не участвовал  | Не участвовал  | Не участвовал  | Не участвовал  | Не участвовал  | Не участвовал  | Не участвовал  | Не участвовал  | Не участвовал  | Не участвовал  | Не участвовал  |
| 2006/07                                                                                  | Вашингтон | 56               | 13               | 12,2             | 43,7             | 14,8             | 61,2             | 3,4              | 0,7              | 0,3              | 0,6              | 3,7              | 2              | 0              | 12,5           | 66,7           | -              | 100,0          | 3,5            | 0,0            | 0,0            | 0,0            | 4,5            |
| 2007/08                                                                                  | Вашингтон | 82               | 15               | 20,4             | 47,4             | 23,1             | 69,5             | 5,2              | 1,1              | 0,6              | 1,4              | 7,5              | 6              | 0              | 14,8           | 42,9           | 0,0            | 33,3           | 3,3            | 0,2            | 0,3            | 1,0            | 3,7            |
| 2008/09                                                                                  | Вашингтон | 71               | 36               | 24,0             | 47,1             | 23,8             | 70,4             | 5,3              | 1,7              | 0,7              | 1,0              | 10,0             | Не участвовал  | Не участвовал  | Не участвовал  | Не участвовал  | Не участвовал  | Не участвовал  | Не участвовал  | Не участвовал  | Не участвовал  | Не участвовал  | Не участвовал  |
| 2009/10                                                                                  | Вашингтон | 81               | 36               | 27,9             | 47,8             | 29,5             | 74,4             | 6,3              | 2,1              | 1,0              | 0,9              | 14,1             | Не участвовал  | Не участвовал  | Не участвовал  | Не участвовал  | Не участвовал  | Не участвовал  | Не участвовал  | Не участвовал  | Не участвовал  | Не участвовал  | Не участвовал  |
| 2010/11                                                                                  | Вашингтон | 64               | 63               | 33,9             | 44,5             | 22,2             | 77,7             | 8,2              | 2,3              | 1,5              | 0,8              | 16,8             | Не участвовал  | Не участвовал  | Не участвовал  | Не участвовал  | Не участвовал  | Не участвовал  | Не участвовал  | Не участвовал  | Не участвовал  | Не участвовал  | Не участвовал  |
| 2011/12                                                                                  | Вашингтон | 26               | 13               | 24,1             | 38,0             | 28,6             | 67,3             | 5,8              | 1,1              | 0,8              | 0,7              | 8,5              | Не участвовал  | Не участвовал  | Не участвовал  | Не участвовал  | Не участвовал  | Не участвовал  | Не участвовал  | Не участвовал  | Не участвовал  | Не участвовал  | Не участвовал  |
| 2012/13                                                                                  | Бруклин   | 82               | 8                | 19,0             | 51,2             | 13,6             | 68,5             | 5,1              | 1,0              | 1,0              | 0,7              | 10,3             | 7              | 0              | 19,7           | 50,0           | -              | 82,4           | 4,9            | 1,3            | 0,3            | 0,4            | 10,3           |
| 2013/14                                                                                  | Бруклин   | 73               | 7                | 22,2             | 47,6             | 27,8             | 74,2             | 5,3              | 1,5              | 1,0              | 0,5              | 11,2             | 12             | 0              | 14,3           | 44,8           | 0,0            | 83,3           | 5,0            | 0,3            | 0,5            | 0,2            | 6,4            |
|                                                                                          | Всего     | 564              | 191              | 22,1             | 46,7             | 23,7             | 72,5             | 5,4              | 1,4              | 0,9              | 0,8              | 10,1             | 27             | 0              | 15,7           | 47,6           | 0,0            | 73,3           | 4,5            | 0,5            | 0,4            | 0,4            | 6,7            |
| Наведите курсор мыши на аббревиатуры в заголовке таблицы, чтобы прочесть их расшифровку. |           |                  |                  |                  |                  |                  |                  |                  |                  |                  |                  |                  |                |                |                |                |                |                |                |                |                |                |                |

### Статистика в других лигах
| Сезон | Команда                 | Лига  | GP  | GS | MPG  | FG%  | 3P%  | FT%  | RPG  | APG | SPG | BPG | PFL | TOV | PPG  |
| --- | ----------------------- | ----- | --- | -- | ---- | ---- | ---- | ---- | ---- | --- | --- | --- | --- | --- | ---- |
| 2014/15 | Синьцзян Флаинг Тайгерс | КБА   | 38  | 37 | 38,8 | 55,8 | 37,2 | 77,7 | 14,6 | 5,1 | 2,8 | 0,9 | 2,8 | 4,0 | 31,1 |
| 2015/16 | Синьцзян Флаинг Тайгерс | КБА   | 42  | 19 | 31,8 | 54,5 | 40,1 | 72,6 | 10,4 | 4,0 | 2,2 | 1,0 | 2,8 | 3,4 | 23,3 |
| 2016/17 | Синьцзян Флаинг Тайгерс | КБА   | 37  | 3  | 29,6 | 53,2 | 36,1 | 71,9 | 10,4 | 3,6 | 2,3 | 1,5 | 2,4 | 2,5 | 22,5 |
| 2017/18 | Синьцзян Флаинг Тайгерс | КБА   | 9   | 2  | 25,5 | 50,5 | 32,5 | 78,0 | 8,3  | 2,1 | 1,9 | 1,2 | 2,0 | 3,4 | 16,8 |
| 2018/19 | Тяньцзинь Голд Лайонс   | КБА   | 19  | 17 | 31,0 | 45,2 | 38,3 | 68,2 | 11,0 | 4,1 | 1,7 | 1,8 | 2,6 | 3,3 | 20,7 |
| Всего | Всего                   | Всего | 145 | 78 | 32,6 | 53,3 | 37,6 | 73,9 | 11,4 | 4,1 | 2,3 | 1,2 | 2,6 | 3,3 | 24,4 |
| Наведите курсор мыши на аббревиатуры в заголовке таблицы, чтобы прочесть их расшифровку Статистика приведена с сайта basketball.realgm.com |                         |       |     |    |      |      |      |      |      |     |     |     |     |     |      |